# Toung-Tchéou
Toung-Tchéou ou Tongzhou est une ville de Chine fondée en 1449.
Elle fait partie du district de Tongzhou.

## Histoire

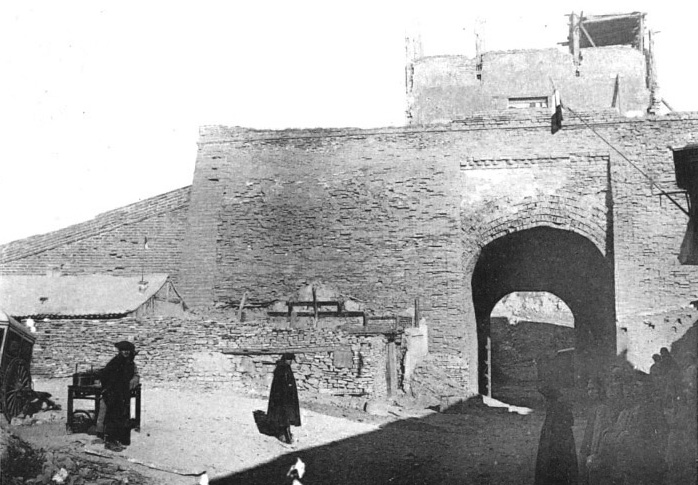
La porte de Tong-Tcheou, près de Pékin.

En 1858, Stanislas d'Escayrac de Lauture y tombe dans un guet-apens et y est capturé. Séquestré et torturé, il devient l'otage des Mandarins et ainsi un enjeu lors des négociations entre l'état-major franco-anglais et le gouvernement impérial.